# Exmortem
Exmortem byla dánská death metalová hudební skupina z Aarhusu založená v roce 1992 v sestavě Søren Lønne (vokály a baskytara), Henrik Kolle (kytara) a Mike Nielsen (bicí), tehdy pod názvem Mordor. V roce 1994 došlo k přejmenování na Exmortem. Kapela zanikla v roce 2010.
Debutové studiové album Labyrinths of Horror vyšlo v roce 1995 pod hlavičkou dánského vydavatelství Euphonious Records. Celkem mají Exmortem na svém kontě šest řadových alb.

## Diskografie
Dema
- Souls of Purity (1993) – pod názvem kapely Mordor
- Labyrinths of Horror (1994) – pod názvem kapely Mordor
- Dejected… (1997)
- Promo Anno 1998 (1998) – promo demo
- Berserker Legion (2000)

Studiová alba
- Labyrinths of Horror (1995)
- Dejected in Obscurity (1998)
- Berzerker Legions (2001)
- Pestilence Empire (2002)
- Nihilistic Contentment (2005)
- Funeral Phantoms (2008)

EP
- Pest Campaign 2003 EP (2003)

Kompilace
- US Berzerker Campaign (2004)

Singly
- Killstorms / Critical Madness (2003)

Split nahrávky
- Cromlech / Berserker Legions (1999) – split 7" vinyl s německou kapelou Impending Doom